# Daniel Ricardo
Daniel Caldas Gomes Ricardo (Lisboa, 5 de Maio de 1941-Lisboa, 13 de Fevereiro de 2015) foi um jornalista português.
Frequentou a Faculdade de Direito da Universidade de Lisboa. Iniciou-se no jornalismo em 1968 em A Capital. Posteriormente trabalhou na revista Flama, e nos jornais O Século Ilustrado, Diário de Notícias, O Diário, Se7e e O Jornal. Foi editor executivo da revista Visão.
Foi docente na Universidade Independente, Lisboa, onde leccionava disciplinas na área de Ciências da Comunicação. 
Foi ainda elemento da Comissão da Carteira Profissional de Jornalista como representante dos jornalistas a partir de 2001.